# Bankinvest
BankInvest er en dansk kapitalforvalter og udbyder af investeringsforeninger med en samlet formue under forvaltning og administration på 187,6 mia. kr. (pr. 30. juni 2025). BankInvest blev etableret i 1969 og er et sektorselskab ejet af 40 danske pengeinstitutter. BankInvest har cirka 120 ansatte.